# 土下座

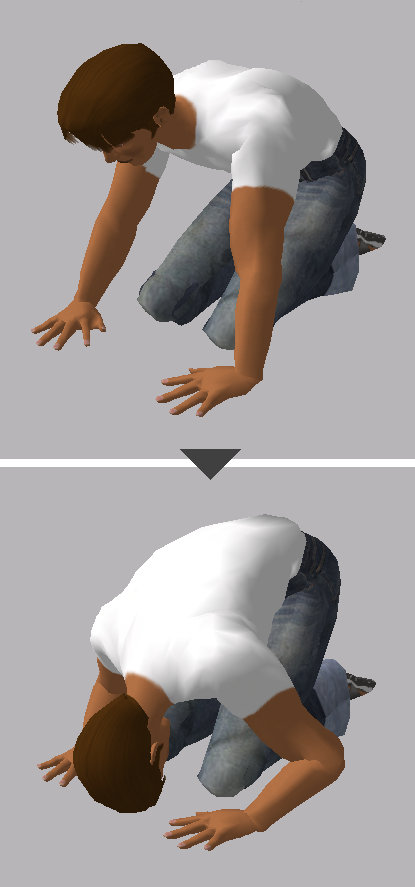

土下座（どげざ）とは、土の上に直に坐り、平伏して礼（お辞儀）を行うこと。
日本の礼式のひとつで、姿勢は座礼の最敬礼に類似する。本来は極度に尊崇高貴な対象に恭儉の意を示したり、深い謝罪や請願の意を表したりする場合に行われるため、互礼ではなく、一方のみが行うが、土下座の意図に対して土下座された相手が謝絶を示すために同じ礼を行うことがある。
相手に向かい正座した上で、手のひらを地に付け、額が地に付くまで伏せ、しばらくその姿勢を保つ。現代では土の上とは限らず、本来は座礼をしないような床（洋間の床など）や舗装地などで行われるものも土下座と称される。
原則としては相手の位置以下の高さから行うべきものではあるが、多数を相手に行う際に相手の位置まで下りて行うと一部からしか見えなくなってしまう場合などで、変則的に壇上などの高い位置から行われることもある。

## 歴史・用途

### 起源
古代インドにおける最高の敬礼として、相手の足下にひざまずき、頭の先を地に付け、両手で相手の足先を手に取り額に接触させる方法があり、これが仏教の五体投地の原型とされる。
『魏志倭人伝』には邪馬台国の風習として、平民が貴人から話を聞くときには、「うずくまったりひざまずいたりし、両手を地に付けて、敬意を示す。」との記載があり、日本では仏教公伝以前から習慣として存在していたとされる。古墳時代の埴輪の中には平伏し、土下座をしているようなものも見受けられる。近代まで庶民が貴人に面会するときも土下座をするのが通常であった。

### 中世
武家社会において土下座は「そのまま斬首されても異存はない」という意味合いを与えられていた。近世の大名行列では徳川御三家の尾張・紀州藩の大名が乗った籠が通る際に土下座が必要だった。
日本人の生活意識では、土の上に座って額を地面につける動作が日常の行動から大きく逸脱しているために、それだけ並はずれた恭儉・恐縮の意を含む礼式であると解釈された。一方ではこれを大変な恥辱とする考え方もあった。
謝罪や懇願の目的で庶民に広まったのは大正後期以降であり、『大菩薩峠』などの時代小説で圧政における庶民の土下座が頻繁に登場したことが影響という考察もある。

### 近代
明治時代の啓蒙思想家である杉亨二は1870年代民部省時代に民部・大蔵大輔であった大隈重信に土下座の廃止などを主張した建白書を提出した(p57)。1871年（明治4年）の賤民制度廃止令や、明治天皇の行幸行列の警衛心得にも土下座しなくてもよいという条目があった。

### 現代
現代でも土下座を恥とする考え方が根強く残っているが、不祥事や事故を起こした企業の経営者などが会見の場で行うこともある。安易な土下座が多く行われたことで謝罪よりも「なりふり構わぬ自己保身の手段」というネガティブなイメージを抱く人が多くなった一面があり、土下座の使い方や使いどころ次第でかえって世間の反感や冷笑を買ってしまい、逆効果になってしまうケースも見られる様になっている。
ドラマ「半沢直樹」では、土下座をして詫びることが演出として話題になった。

## 土下座に対する法的効果
土下座を強要することは強要罪にあたり、店員に土下座をさせた画像をTwitter上にてアップロードした客が逮捕されており、以後刑事事件化に至る事例が増加している。その事件の直前まで放映されていたテレビドラマ『半沢直樹』にて主人公が土下座を強要するシーンがあり、疑問を呈する意見も存在している。

### 土下座が問題となった事例
- 「しまむら店員に土下座強要」で「炎上」した女性が逮捕 - ハフィントン・ポスト 2013年10月07日
- コンビニ土下座強要事件
- ボウリング場店員に土下座強要で起訴　滋賀・近江八幡 - archive.today（2015年4月15日アーカイブ分） - 京都新聞 2015年02月09日
- 鳩山元総理が韓国の植民地刑務所跡地で土下座 - ウェイバックマシン（2015年8月12日アーカイブ分） - 時事通信 2015年8月12日

## バリエーション
土下寝（どげね）
土下寝は、土下座の派生形。地面や床にうつ伏せになって四肢を伸ばし、いわゆる「うつ伏せ寝」の姿勢を取る。土下座以上の謝罪を込めた行為であるが、芸能人が用いた際にはユーモアを含む意味合いをもって報じられる。
土下伏せ
体制としては土下寝に近いが、手は土下座のままである。「もうこれ以上ないという謝罪の意志」を伝えるものであり、泥などの上で行うとよりアピールでき効果的であるとされる。

## 関連作品

### 漫画
- 『どげせん』 - 土下座をコンセプトにした漫画。

### 映画
- 『謝罪の王様』 - 2013年に公開された日本のコメディ映画。